# Femø 1971
Femø 1971 er en dokumentarfilm instrueret af Vibeke Pedersen.

## Handling
Filmen består af samtaler mellem kvinder på den første kvindelejr. Man får en stærk oplevelse af kvindernes nyvundne nysgerrighed og åbenhed over for sig selv og hinanden, når de i samtalerne forsøger at forstå og analysere hinandens liv som kvinder. Det går som en understrøm gennem filmens samtaler, at der efter lejren vil blive skabt nye kvindesammenhænge. Optaget på Super-8.